# Polisportiva Dinamo 2013-2014
Questa voce raccoglie le informazioni riguardanti la Polisportiva Dinamo Sassari nelle competizioni ufficiali della stagione 2013-2014.

## Stagione
La stagione 2013-14 della Dinamo Sassari, sponsorizzata Banco di Sardegna, è la 4ª in Serie A. Partecipa, inoltre, per la 2ª volta all'Eurocup e per la 3ª volta alle Final Eight di Coppa Italia.
Rispetto alla stagione scorsa non ci sono più Tony Binetti, Guillermo Nicolás Laguzzi, Sani Bečirovič tornato in Iran, Bootsy Thornton, Michał Ignerski accordatosi con la Virtus Roma, Mauro Pinton accordatosi con il Barcellona dopo la risoluzione del contratto e Dane DiLiegro con la Pall. Trieste, entrambe nel nuovo campionato Legadue Gold, Drew Gordon andato in Turchia, Tony Easley accasatosi alla Reyer Venezia e Marco Spissu andato in prestito al CUS Bari. Cambio anche tra gli assistenti di coach Meo Sacchetti: Ugo Ducarello rescinde il contratto e va a fare il vice di Giovanni Perdichizzi al Barcellona, sostituito da Massimo Maffezzoli, già vice di Marco Calvani alla Virtus Roma.
Anche quest'anno si parte dalla conferma del cosiddetto zoccolo duro: a Giacomo Devecchi, capitan Manuel Vanuzzo (8ª stagione in Sardegna per loro) e Brian Sacchetti, tutti con contratti pluriennali, si sono aggiunte le riconferme di Travis Diener, con contratto quadriennale e di suo cugino Drake con un contratto biennale.
Numerosi quest'anno i volti nuovi della squadra: il centro Linton Johnson, l'ala piccola Omar Thomas, l'ala grande Caleb Green, tutti di nazionalità statunitense, il playmaker statunitense anch'egli ma di nazionalità cestistica macedone Marques Green, il playmaker argentino, ma di passaporto italiano Juan Fernández e il centro Amedeo Tessitori.
La stagione si inizia ufficialmente il 23 agosto con il raduno dei giocatori a Sassari e la partenza verso Olbia, sede del ritiro pre-campionato; assenti Travis Diener, impegnato con l'Italia agli Europei, e Juan Fernández, impegnato con la sua nazionale nel Campionato americano. Per ovviare all'assenza di questi ultimi vengono aggregati per gli allenamenti Juan Pattillo e Esben Reinholt.
La squadra viene presentata a Sassari in una Piazza Santa Caterina gremita il 2 settembre.
A differenza della passata stagione non tutta la preparazione pre-campionato viene svolta in Sardegna. La prima partita, valida per il 1º Trofeo della Biennale, viene disputata a Padru il 7 settembre contro la Scandone Avellino che viene battuta 88-77.
La seconda uscita stagionale avviene in occasione del 1º Trofeo Confalonieri, il 9 settembre, contro la Virtus Roma che viene battuta 81-70. La sfida viene ripetuta anche il giorno seguente a Dorgali in occasione del 1º Trofeo Banco di Sardegna e anche questa volta la compagine capitolina viene sconfitta 77-69.
Il 13 e 14 settembre disputa a Brindisi il 3º Memorial Elio Pentassuglia: la prima semifinale ha visto prevalere la Dinamo sull'Olimpia Milano 89-71, mentre nell'altra semifinale la Juvecaserta è stata sconfitta dall'N.B. Brindisi 71-52; nella finale la squadra di casa ha battuto la Dinamo 78-70, mentre la finalina ha visto la vittoria della squadra lombarda per 83-76.
Tornata in Sardegna il 19 settembre si aggrega alla squadra il play Juan Fernández reduce dai FIBA Americas Championship disputati con la sua Argentina.
Il 21 e 22 settembre ha preso parte a Olbia al 1º Torneo Internazionale Geovillage dove ha sconfitto nell'ordine la Pall. Varese 98-81 e, nella finale, il Galatasaray 79-75, che nella propria semifinale aveva battuto la Mens Sana Siena 73-63. Al 3º posto si è classificata la compagine mensanina che ha sconfitto i lombardi 83-75, in quello che è stato un anticipo della Supercoppa.
Il 23 settembre la società comunica di aver deciso di confermare, con un contratto triennale, l'ala piccola danese Esben Reinholt, già aggregato al roster in fase di preparazione.
Il 25 settembre, questa volta a Sassari per il Trofeo Ponti, batte nuovamente il Galatasaray 76-70 d.t.s.
Si continua il 27 e 28 settembre a Cagliari con il 3º Torneo City of Cagliari dove viene sconfitta in semifinale dalla Mens Sana Siena 75-66, ma vince la finale di consolazione con il Krasnye Krylja Samara 69-55 che, a sua volta, era stato sconfitto nella semifinale dal Galatasaray 74-72. Il torneo se lo è aggiudicato la squadra toscana che ha battuto i turchi 73-62.
Tornati a Sassari, il 3 ottobre, per il Trofeo Meridiana, affronta e sconfigge l'N.B. Brindisi 77-72 nella gara che segna l'esordio stagionale di Travis Diener di ritorno dai Campionati europei.
Il pre-campionato si conclude il 5 e 6 ottobre con il Torneo Città di Sassari - 3º Trofeo Mimì Anselmi dove viene sconfitta dalla Scandone Avellino 80-78 e, nella finalina, dalla Pall. Cantù 89-88 d.t.s. che a sua volta era stata sconfitta dall'N.B. Brindisi 68-62. Il torneo se lo aggiudica la compagine pugliese che in finale ha sconfitto gli irpini 90-51.
Il 5 ottobre si è svolto a Barcellona il sorteggio per la composizione dei gironi di Eurocup e la Dinamo è stata inserita nel gruppo B insieme agli spagnoli del Bilbao Berri, ai croati del Cedevita Junior, ai belgi dello Spirou Charleroi, ai francesi dell'Élan Chalon e ai tedeschi dell'EWE Oldenburg.
Il 13 ottobre esordisce in campionato a Bologna dove viene sconfitta dalla Virtus. Il mercoledì successivo c'è l'esordio stagionale in Eurocup: in Germania ad Oldenburg batte la squadra locale nella quale milita il centro italiano Andrea Crosariol. Dopo la trasferta tedesca gioca quattro partite di seguito al PalaSerradimigni dove vince contro la Pall. Cantù e il Pistoia Basket in campionato; negli altri due incontri, valevoli per l'Eurocup, viene sconfitta dai baschi del Bilbao Berri, ma batte i francesi dell'Élan Chalon. Successivamente si reca a Cremona dove viene sconfitta dalla Vanoli e a Zagabria dove viene sconfitta dai croati del Cedevita. Inanella, quindi, una serie di 11 vittorie consecutive, tra campionato e coppa, ottenute in casa contro la Pall. Varese e lo Spirou Charleroi, a Pesaro contro la Vuelle, di nuovo a Sassari contro il Baskets Oldenburg e lo Scandone Avellino, a Bilbao contro il Bilbao Berri all'overtime, al PalaTaliercio contro la Reyer Venezia, a Chalon-sur-Saône contro l'Élan Chalon, in casa contro la Pall. Reggiana e il Cedevita e a Porto San Giorgio contro la Sutor Montegranaro. La serie viene interrotta a Charleroi contro lo Spirou, sconfitta indolore in quanto la Dinamo è già qualificata al turno successivo. La striscia di negativa prosegue con la prima sconfitta interna in campionato da parte della Mens Sana Siena, a Roma contro la Virtus dell'ex Quinton Hosley; viene momentaneamente interrotta dalla vittoria al PalaMaggiò contro la Juve per proseguire con una nuova sconfitta casalinga contro l'Olimpia Milano.
Chiude la Regular season di Eurocup classificandosi al 1º posto del girone e venendo inserita nel Girone J delle Last 32 insieme ai tedeschi del Brose Baskets, ai francesi del BMC Gravelines e ai turchi del Kolejliler Ankara.
La squadra si riscatta all'esordio assoluto nelle Last 32 di Eurocup battendo in casa il TED Ankara, tuttavia in campionato arriva una nuova sconfitta, questa volta a Brindisi dalla squadra di casa.
Chiude il Girone d'andata della Serie A al 6º posto con 14 punti qualificandosi per le Final Eight di Coppa Italia.

## Organigramma societario
Staff dell'area tecnica
- Allenatore: Meo Sacchetti
- Assistente allenatore: Paolo Citrini
- Assistente allenatore: Massimo Maffezzoli
- Preparatore atletico: Matteo Boccolini
- Fisioterapista: Ugo D'Alessandro
- Fisioterapista: Simone Unali
- Medico sportivo: Antonello Cuccuru
- Ortopedico: Andrea Manunta
- Medico sociale: Giuseppe Casu
- Responsabile statistiche Lega: Roberto Sanna

Area dirigenziale
- Presidente: Stefano Sardara
- Vicepresidente: Gianmario Dettori
- Amministratore delegato: Carlo Sardara
- Direttore Generale: Giovanni Cherchi
- General Manager: Federico Pasquini
- Dirigente: Carlo Sardara
- Team Manager: Luigi Peruzzu
- Assistente Team Manager: Tony Marongiu
- Relazioni esterne: Luigi Peruzzu
- Responsabile Marketing: Stefania Macciocu
- Addetto stampa: Giovanni Dessole
- Segretaria: Tiziana Piga
- Amministrazione: Andrea Fiori
- Responsabile sito web: Andrea Peruzzu
- Responsabile settore giovanile: Massimo Bisin
- Dirigente responsabile settore giovanile: Giovanni Piras

## Roster
| Banco di Sardegna 2013/2014 | Banco di Sardegna 2013/2014 |
| Giocatori                   | Staff tecnico               |
| --------------------------- | --------------------------- |

| N. | Naz.                                                   | Ruolo | Nome                | Anno | Alt.   | Peso   |  |
| -- | ------------------------------------------------------ | ----- | ------------------- | ---- | ------ | ------ |  |
| 4  | Stati Uniti (bandiera) · Macedonia del Nord (bandiera) | P     | Marques Green       | 1982 | 165 cm | 80 kg  |  |
| 5  | Argentina (bandiera) · Italia (bandiera)               | P     | Juan Fernández      | 1990 | 193 cm | 88 kg  |  |
| 6  | Stati Uniti (bandiera)                                 | AG    | Caleb Green         | 1985 | 203 cm | 104 kg |  |
| 7  | Danimarca (bandiera)                                   | AP    | Esben Reinholt (EC) | 1993 | 195 cm | 92 kg  |  |
| 8  | Italia (bandiera)                                      | GA    | Giacomo Devecchi    | 1985 | 196 cm | 88 kg  |  |
| 10 | Italia (bandiera)                                      | G     | Massimo Chessa      | 1988 | 188 cm | 80 kg  |  |
| 11 | Stati Uniti (bandiera)                                 | C     | Drew Gordon         | 1990 | 205 cm | 111 kg |  |
| 12 | Stati Uniti (bandiera) · Italia (bandiera)             | P     | Travis Diener       | 1982 | 185 cm | 79 kg  |  |
| 13 | Stati Uniti (bandiera)                                 | C     | Linton Johnson      | 1980 | 203 cm | 93 kg  |  |
| 14 | Italia (bandiera)                                      | A     | Brian Sacchetti     | 1986 | 200 cm | 98 kg  |  |
| 16 | Stati Uniti (bandiera)                                 | G     | Drake Diener        | 1981 | 196 cm | 88 kg  |  |
| 18 | Italia (bandiera)                                      | AC    | Manuel Vanuzzo ()   | 1975 | 203 cm | 104 kg |  |
| 24 | Nigeria (bandiera) · Italia (bandiera)                 | C     | Benjamin Eze        | 1981 | 208 cm | 115 kg |  |
| 32 | Italia (bandiera)                                      | C     | Amedeo Tessitori    | 1994 | 208 cm | 97 kg  |  |
| 33 | Stati Uniti (bandiera)                                 | AP    | Omar Thomas         | 1982 | 195 cm | 105 kg |  |

| Allenatore                                                         |
| - Meo Sacchetti                                                    |
| Assistente/i                                                       |
| - Paolo Citrini - Massimo Maffezzoli Legenda - (C) Capitano Roster |

Eurocup: Dettaglio Statistico
| Giocatori acquisiti a stagione in corso | Giocatori acquisiti a stagione in corso | Giocatori acquisiti a stagione in corso |
| Giocatore                               | il                                      | Da                                      |
| --------------------------------------- | --------------------------------------- | --------------------------------------- |
| Drew Gordon                             | 8 gennaio                               | Bandırma Banvit                         |
| Massimo Chessa                          | 17 gennaio                              | PMS Torino                              |
| Benjamin Eze                            | 20 febbraio                             | Mens Sana Siena                         |

| Giocatori ceduti a stagione in corso | Giocatori ceduti a stagione in corso | Giocatori ceduti a stagione in corso |
| Giocatore                            | il                                   | A                                    |
| ------------------------------------ | ------------------------------------ | ------------------------------------ |
| Juan Fernández                       | 6 gennaio                            | Obras Sanitarias                     |
| Esben Reinholt                       | 11 gennaio                           | Força Lleida                         |
| Linton Johnson                       | 22 gennaio                           | Pall. Varese                         |

## Mercato
| Arrivi | Arrivi             | Arrivi            | Arrivi        |
| R      | Nome               | da                | Modalità      |
| ------ | ------------------ | ----------------- | ------------- |
| P      | Marques Green      | Olimpia Milano    | definitivo    |
| C      | Linton Johnson     | Scandone Avellino | definitivo    |
| AP     | Omar Thomas        | Kr. Kryl. Samara  | definitivo    |
| AG     | Caleb Green        | Orléans Loiret    | definitivo    |
| P      | Juan Fernández     | Olimpia Milano    | prestito      |
| C      | Amedeo Tessitori   | Fulgor L. Forlì   | fine prestito |
| GA     | Esben Reinholt     | Spalato           | definitivo    |
| ALL    | Massimo Maffezzoli | Virtus Roma       | definitivo    |

| Partenze | Partenze                  | Partenze           | Partenze                  |
| R        | Nome                      | a                  | Modalità                  |
| -------- | ------------------------- | ------------------ | ------------------------- |
| P        | Tony Binetti              |                    | fine contratto            |
| A        | Guillermo Nicolás Laguzzi | Olimpica Cerignola | fine contratto            |
| PG       | Sani Bečirovič            | Foo. Mah. Sepahan  | fine contratto            |
| GA       | Bootsy Thornton           | Strasburgo         | fine contratto            |
| AG       | Michał Ignerski           | Virtus Roma        | fine contratto            |
| P        | Mauro Pinton              | Barcellona         | risoluzione del contratto |
| AC       | Dane DiLiegro             | Pall. Trieste      | fine contratto            |
| AG       | Drew Gordon               | Bandırma Banvit    | fine contratto            |
| C        | Tony Easley               | Reyer Venezia      | fine contratto            |
| P        | Marco Spissu              | CUS Bari           | prestito                  |

## Risultati

### Serie A

#### Regular season

##### Girone di andata
| Arbitri: | Caiazza (Arzano) Weidmann (Campobasso) Mattioli (Pesaro) |

|                                |            |                                        |
| Hardy 24 Walsh 19 Gaddefors 14 | Punti      | 20 D. Diener 16 B. Sacchetti 16 Thomas |
| Ware 6                         | Assist     | 2 M. Green, Johnson                    |
| Jordan 10                      | Rimbalzi   | 7 Thomas                               |
| Luca Bechi                     | Allenatori | Meo Sacchetti                          |

| Arbitri: | Seghetti (Livorno) Lo Guzzo (Pisa) Morelli (Brindisi) |

|                                                        |            |                                  |
| D. Diener 31 T. Diener 11 C. Green, Johnson, Thomas 10 | Punti      | 17 Ragland 14 Aradori 13 Gentile |
| T. Diener 4                                            | Assist     | 2 Gentile, Ragland               |
| Johnson 7                                              | Rimbalzi   | 8 Aradori                        |
| Meo Sacchetti                                          | Allenatori | Stefano Sacripanti               |

| Arbitri: | Chiari (Ponzano Veneto) Biggi (Cassina de' Pecchi) Lamonica (Roseto degli Abruzzi) |

|                                    |            |                                    |
| D. Diener 29 C. Green 18 Thomas 14 | Punti      | 20 Washington 17 Gibson 13 Johnson |
| T. Diener 5                        | Assist     | 8 Wanamaker                        |
| Johnson 6                          | Rimbalzi   | 7 Johnson                          |
| Meo Sacchetti                      | Allenatori | Paolo Moretti                      |

| Arbitri: | Weidmann (Campobasso) Paglialunga (Massafra) Mazzoni (Grosseto) |

|                             |            |                                   |
| Rich 25 Jackson 15 Kalve 11 | Punti      | 22 Thomas 15 Johnson 12 D. Diener |
| Woodside 7                  | Assist     | 5 D. Diener                       |
| Kelly 6                     | Rimbalzi   | 13 Johnson                        |
| Luigi Gresta                | Allenatori | Meo Sacchetti                     |

| Arbitri: | Vicino (Argelato) Sardella (Rimini) Rossi (Anghiari) |

|                                    |            |                                 |
| C. Green 45 Thomas 15 D. Diener 14 | Punti      | 15 De Nicolao 15 Ere 12 Hassell |
| T. Diener 10                       | Assist     | 7 De Nicolao                    |
| Thomas 7                           | Rimbalzi   | 10 Ere                          |
| Meo Sacchetti                      | Allenatori | Fabrizio Frates                 |

| Arbitri: | Lamonica (Roseto degli Abruzzi) Mattioli (Pesaro) Morelli (Brindisi) |

|                                 |            |                                    |
| Trasolini 16 Turner 16 Young 14 | Punti      | 21 D. Diener 11 Thomas 10 C. Green |
| E. Turner 3                     | Assist     | 4 M. Green, T. Diener              |
| Anosike 13                      | Rimbalzi   | 7 Johnson                          |
| Sandro Dell'Agnello             | Allenatori | Meo Sacchetti                      |

| Arbitri: | Taurino (Vignola) Sardella (Rimini) Lo Guzzo (Pisa) |

|                                      |            |                                  |
| M. Green 24 D. Diener 15 C. Green 13 | Punti      | 16 Cavaliero 14 Ivanov 12 Thomas |
| M. Green 4                           | Assist     | 6 Lakovič                        |
| D. Diener 7                          | Rimbalzi   | 9 Ivanov                         |
| Meo Sacchetti                        | Allenatori | Frank Vitucci                    |

| Arbitri: | Chiari (Ponzano Veneto) Vicino (Argelato) Calbucci (Pomezia) |

|                                     |            |                                     |
| Taylor 24 Perić 14 Smith, Vitali 13 | Punti      | 24 T. Diener 24 D. Diener 12 Thomas |
| Vitali 6                            | Assist     | 5 T. Diener                         |
| Smith 6                             | Rimbalzi   | 6 Johnson                           |
| Zare Markovski                      | Allenatori | Meo Sacchetti                       |

| Arbitri: | Filippini (San Lazzaro di Savena) Sabetta (Termoli) Di Francesco (Teramo) |

|                                      |            |                               |
| C. Green 25 D. Diener 25 M. Green 13 | Punti      | 15 White 14 Brunner 12 Siliņš |
| M. Green 10                          | Assist     | 6 White                       |
| C. Green 6                           | Rimbalzi   | 8 Cervi                       |
| Meo Sacchetti                        | Allenatori | Max Menetti                   |

| Arbitri: | Martolini (Roma) Biggi (Cassina de' Pecchi) Borgioni (Roma) |

|                             |            |                                        |
| Mayo 16 Campani 11 Skeen 10 | Punti      | 18 D. Diener 18 Thomas 14 B. Sacchetti |
| Collins 4                   | Assist     | 8 M. Green                             |
| Collins 8                   | Rimbalzi   | 7 C. Green                             |
| Charlie Recalcati           | Allenatori | Meo Sacchetti                          |

| Arbitri: | Paglialunga (Massafra) Bettini (Bologna) Quarta (Rivalta di Torino) |

|                                    |            |                               |
| C. Green 20 Thomas 12 D. Diener 10 | Punti      | 15 Carter 10 Cournooh 8 Green |
| T. Diener 4                        | Assist     | 2 Carter, Green, Rochestie    |
| C. Green 8                         | Rimbalzi   | 7 Ress                        |
| Meo Sacchetti                      | Allenatori | Marco Crespi                  |

| Arbitri: | Terreni (Vicenza) Begnis (Crema) Seghetti (Livorno) |

|                           |            |                                     |
| Goss 19 Baron 13 Jones 11 | Punti      | 21 M. Green 17 Johnson 12 D. Diener |
| Hosley 5                  | Assist     | 4 M. Green                          |
| Mbakwe 13                 | Rimbalzi   | 8 Johnson                           |
| Luca Dalmonte             | Allenatori | Meo Sacchetti                       |

| Arbitri: | Lamonica (Roseto degli Abruzzi) Bartoli (Trieste) Lo Guzzo (Pisa) |

|                               |            |                                    |
| Brooks 13 Roberts 10 Vitali 8 | Punti      | 19 C. Green 15 D. Diener 15 Thomas |
| Brooks, Hannah 2              | Assist     | 3 M. Green, D. Diener              |
| Vitali 7                      | Rimbalzi   | 7 C. Green                         |
| Lele Molin                    | Allenatori | Meo Sacchetti                      |

| Arbitri: | Paternicò (Piazza Armerina) Caiazza (Arzano) Quarta (Rivalta di Torino) |

|                                                          |            |                                 |
| C. Green 18 D. Diener 18 Johnson, B. Sacchetti, Thomas 8 | Punti      | 24 Langford 16 Melli 11 Hackett |
| M. Green 6                                               | Assist     | 4 Hackett, Wallace              |
| C. Green, B. Sacchetti 5                                 | Rimbalzi   | 10 Wallace                      |
| Meo Sacchetti                                            | Allenatori | Luca Banchi                     |

| Arbitri: | Lamonica (Roseto degli Abruzzi) Bartoli (Trieste) Aronne (Viterbo) |

|                               |            |                                    |
| Lewis 22 Dyson 17 Campbell 15 | Punti      | 19 D. Diener 18 C. Green 13 Gordon |
| Dyson 5                       | Assist     | 5 M. Green                         |
| Todić 10                      | Rimbalzi   | 11 Gordon                          |
| Piero Bucchi                  | Allenatori | Meo Sacchetti                      |

##### Girone di ritorno
| Arbitri: | Mattioli (Pesaro) Begnis (Crema) Terreni (Vicenza) |

|                                      |            |                           |
| D. Diener 24 C. Green 20 M. Green 19 | Punti      | 28 Hardy 26 Walsh 10 Ware |
| M. Green 6                           | Assist     | 6 Ware                    |
| Gordon 8                             | Rimbalzi   | 13 King                   |
| Meo Sacchetti                        | Allenatori | Luca Bechi                |

| Arbitri: | Sabetta (Termoli) Chiari (Ponzano Veneto) Martolini (Roma) |

|                               |            |                                    |
| Ragland 24 Uter 15 Aradori 15 | Punti      | 26 Gordon 22 C. Green 19 D. Diener |
| Ragland 6                     | Assist     | 9 M. Green                         |
| Uter 7                        | Rimbalzi   | 10 Gordon                          |
| Pino Sacripanti               | Allenatori | Meo Sacchetti                      |

| Arbitri: | Taurino (Vignola) Biggi (Cassina de' Pecchi) Caiazza (Arzano) |

|                                    |            |                                       |
| Johnson 20 Wanamaker 15 Cortese 15 | Punti      | 12 C. Green 12 Thomas 10 B. Sacchetti |
| Wanamaker 10                       | Assist     | 7 T. Diener                           |
| Daniel, Washington 6               | Rimbalzi   | 8 Thomas                              |
| Paolo Moretti                      | Allenatori | Meo Sacchetti                         |

| Arbitri: | Mazzoni (Grosseto) Rossi (Anghiari) Aronne (Viterbo) |

|                                  |            |                               |
| Thomas 16 C. Green 13 Vanuzzo 13 | Punti      | 15 Špralja 13 Rich 10 Johnson |
| M. Green 9                       | Assist     | 9 Woodside                    |
| D. Diener 8                      | Rimbalzi   | 10 Špralja                    |
| Meo Sacchetti                    | Allenatori | Cesare Pancotto               |

| Arbitri: | Sahin (Messina) Bartoli (Trieste) Caiazza (Arzano) |

|                                      |            |                                    |
| Banks 28 Polonara 14 Ere, Johnson 13 | Punti      | 25 D. Diener 24 C. Green 18 Thomas |
| De Nicolao 5                         | Assist     | 9 T. Diener                        |
| Johnson, Polonara 8                  | Rimbalzi   | 11 Gordon                          |
| Fabrizio Frates                      | Allenatori | Meo Sacchetti                      |

| Arbitri: | Cerebuch (Trieste) Lo Guzzo (Pisa) Di Francesco (Teramo) |

|                                               |            |                               |
| D. Diener 25 C. Green 16 Chessa, T. Diener 11 | Punti      | 22 Anosike 19 Turner 12 Musso |
| T. Diener 13                                  | Assist     | 4 Turner                      |
| C. Green 9                                    | Rimbalzi   | 12 Trasolini                  |
| Meo Sacchetti                                 | Allenatori | Sandro Dell'Agnello           |

| Arbitri: | Lanzarini (Bologna) Bartoli (Trieste) Terreni (Vicenza) |

|                                  |            |                                     |
| Ivanov 17 Cavaliero 13 Thomas 12 | Punti      | 13 C. Green 13 D. Diener 9 M. Green |
| Lakovič 7                        | Assist     | 6 T. Diener                         |
| Thomas 7                         | Rimbalzi   | 7 D. Diener                         |
| Frank Vitucci                    | Allenatori | Meo Sacchetti                       |

| Arbitri: | Sahin (Messina) Paglialunga (Massafra) Seghetti (Livorno) |

|                                    |            |                             |
| D. Diener 44 C. Green 19 Gordon 12 | Punti      | 28 Taylor 20 Perić 17 Smith |
| T. Diener 9                        | Assist     | 3 Johnson, Taylor, Vitali   |
| D. Diener 7                        | Rimbalzi   | 9 Taylor                    |
| Meo Sacchetti                      | Allenatori | Zare Markovski              |

| Arbitri: | Taurino (Vignola) Bartoli (Trieste) Morelli (Brindisi) |

|                                   |            |                                   |
| Kaukėnas 19 White 17 Antonutti 16 | Punti      | 28 C. Green 22 D. Diener 7 Gordon |
| Cinciarini 10                     | Assist     | 6 T. Diener                       |
| Cervi, Cinciarini, Gigli, White 5 | Rimbalzi   | 5 Gordon                          |
| Massimiliano Menetti              | Allenatori | Meo Sacchetti                     |

| Arbitri: | Lamonica (Roseto degli Abruzzi) Lanzarini (Bologna) Paglialunga (Massafra) |

|                                       |            |                                   |
| D. Diener 21 C. Green 16 Tessitori 14 | Punti      | 18 Campani 15 Mitrović 13 Mazzola |
| M. Green 8                            | Assist     | 4 Kudláček                        |
| Vanuzzo 7                             | Rimbalzi   | 7 Campani, Šakić                  |
| Meo Sacchetti                         | Allenatori | Charlie Recalcati                 |

| Arbitri: | Filippini (San Lazzaro di Savena) Biggi (Cassina de' Pecchi) Calbucci (Pomezia) |

|                                        |            |                                      |
| Hunter 16 Haynes 16 Green, Viggiano 11 | Punti      | 21 M. Green 17 C. Green 11 D. Diener |
| Haynes 5                               | Assist     | 7 M. Green                           |
| Hunter 10                              | Rimbalzi   | 4 D. Diener, C. Green, M. Green      |
| Marco Crespi                           | Allenatori | Meo Sacchetti                        |

| Arbitri: | Sahin (Messina) Sabetta (Termoli) Morelli (Brindisi) |

|                                                     |            |                                   |
| D. Diener 25 C. Green 19 T. Diener, B. Sacchetti 10 | Punti      | 23 Szewczyk 14 Kanačević 13 Baron |
| T. Diener 12                                        | Assist     | 5 Hosley, Mayo                    |
| D. Diener 9                                         | Rimbalzi   | 8 Hosley                          |
| Meo Sacchetti                                       | Allenatori | Luca Dalmonte                     |

| Arbitri: | Chiari (Ponzano Veneto) Mattioli (Pesaro) Lo Guzzo (Pisa) |

|                                    |            |                                  |
| C. Green 30 D. Diener 18 Thomas 15 | Punti      | 22 Brooks 19 Roberts 13 Mordente |
| T. Diener 5                        | Assist     | 8 Moore                          |
| C. Green 10                        | Rimbalzi   | 7 Moore                          |
| Meo Sacchetti                      | Allenatori | Lele Molin                       |

| Arbitri: | Lanzarini (Bologna) Gianluca Calbucci (Pomezia) Evangelista Caiazza (Arzano) |

|                             |            |                                    |
| Moss 26 Samuels 14 Lawal 12 | Punti      | 18 C. Green 17 D. Diener 15 Thomas |
| Hackett 6                   | Assist     | 8 M. Green                         |
| Samuels 6                   | Rimbalzi   | 6 Gordon                           |
| Luca Banchi                 | Allenatori | Meo Sacchetti                      |

| Arbitri: | Paternicò (Piazza Armerina) Martolini (Roma) Di Francesco (Teramo) |

|                                    |            |                            |
| C. Green 28 Thomas 21 D. Diener 18 | Punti      | 21 Lewis 14 James 14 Dyson |
| T. Diener 11                       | Assist     | 6 Campbell                 |
| Thomas 12                          | Rimbalzi   | 12 James                   |
| Meo Sacchetti                      | Allenatori | Piero Bucchi               |

#### Play-off
I Quarti di Finale si giocano al meglio delle cinque partite. La squadra con il miglior piazzamento in classifica al termine della stagione regolare gioca in casa gara-1, gara-2 e la eventuale gara-5.
Le Semifinali, invece, si giocano al meglio delle sette partite. La squadra con il miglior piazzamento al termine della stagione regolare gioca in casa gara-1, gara-2 e le eventuali gara-5 e gara-7.
| 4 Dinamo Sassari | 3-0 | N.B. Brindisi 5 | 75-73 | 89-62 | 82-75 | - | - |

| Squadra 1        | Totale | Squadra 2        | Gara 1 | Gara 2 | Gara 3 | Gara 4 | Gara 5 | Gara 6 | Gara 7 |
| ---------------- | ------ | ---------------- | ------ | ------ | ------ | ------ | ------ | ------ | ------ |
| 1 Olimpia Milano | 4-2    | Dinamo Sassari 4 | 95-84  | 83-90  | 83-76  | 63-56  | 73-76  | 95-76  | -      |

##### Quarti di finale
| Arbitri: | Lamonica (Roseto degli Abruzzi) Sardella (Rimini) Paglialunga (Massafra) |

|                                 |            |                            |
| C. Green 18 Gordon 11 Thomas 10 | Punti      | 29 Dyson 14 Lewis 11 Todić |
| T. Diener 6                     | Assist     | 4 Campbell, Dyson          |
| C. Green 10                     | Rimbalzi   | 7 James                    |
| Meo Sacchetti                   | Allenatori | Piero Bucchi               |

| Arbitri: | Lanzarini (Bologna) Paternicò (Piazza Armerina) Borgioni (Roma) |

|                                           |            |                              |
| D. Diener 31 C. Green 16 T. Diener, Eze 8 | Punti      | 11 Dyson 11 Umeh 11 Campbell |
| T. Diener 10                              | Assist     | 2 Chiotti, Snaer, Umeh       |
| Eze 8                                     | Rimbalzi   | 7 Chiotti                    |
| Meo Sacchetti                             | Allenatori | Piero Bucchi                 |

| Arbitri: | Begnis (Crema) Chiari (Ponzano Veneto) Calbucci (Pomezia) |

|                               |            |                                          |
| Dyson 22 Campbell 18 James 17 | Punti      | 17 C. Green 15 B. Sacchetti 14 D. Diener |
| James 4                       | Assist     | 4 T. Diener                              |
| Campbell 12                   | Rimbalzi   | 7 C. Green                               |
| Piero Bucchi                  | Allenatori | Meo Sacchetti                            |

##### Semifinale
| Arbitri: | Cerebuch (Trieste) Sardella (Rimini) Paglialunga (Massafra) |

|                                   |            |                                       |
| Gentile 23 Samuels 23 Langford 20 | Punti      | 19 D. Diener 17 C. Green 13 T. Diener |
| Hackett 8                         | Assist     | 8 T. Diener                           |
| Hackett 9                         | Rimbalzi   | 8 Thomas                              |
| Luca Banchi                       | Allenatori | Meo Sacchetti                         |

| Arbitri: | Lanzarini (Bologna) Martolini (Roma) Seghetti (Livorno) |

|                                |            |                                      |
| Gentile 21 Moss 12 Langford 11 | Punti      | 20 C. Green 20 D. Diener 16 M. Green |
| Gentile 4                      | Assist     | 11 M. Green                          |
| Lawal 7                        | Rimbalzi   | 8 C. Green                           |
| Luca Banchi                    | Allenatori | Meo Sacchetti                        |

| Arbitri: | Begnis (Crema) Mattioli (Pesaro) Bartoli (Trieste) |

|                                    |            |                                   |
| C. Green 18 D. Diener 17 Thomas 13 | Punti      | 25 Gentile 16 Langford 16 Samuels |
| T. Diener 7                        | Assist     | 8 Hackett                         |
| Gordon 7                           | Rimbalzi   | 9 Gentile                         |
| Meo Sacchetti                      | Allenatori | Luca Banchi                       |

| Arbitri: | Cerebuch (Trieste) Sardella (Rimini) Filippini (San Lazzaro di Savena) |

|                                 |            |                                   |
| Eze 12 M. Green 10 D. Diener 10 | Punti      | 17 Langford 15 Gentile 13 Samuels |
| D. Diener 3                     | Assist     | 3 Gentile                         |
| Eze 10                          | Rimbalzi   | 13 Samuels                        |
| Meo Sacchetti                   | Allenatori | Luca Banchi                       |

| Arbitri: | Lamonica (Roseto degli Abruzzi) Sabetta (Termoli) Baldini (Firenze) |

|                                |            |                                               |
| Langford 16 Moss 15 Samuels 13 | Punti      | 16 D. Diener 14 C. Green 11 Gordon, T. Diener |
| Gentile 6                      | Assist     | 4 M. Green, D. Diener                         |
| Samuels 6                      | Rimbalzi   | 7 Gordon                                      |
| Luca Banchi                    | Allenatori | Meo Sacchetti                                 |

| Arbitri: | Begnis (Crema) Chiari (Ponzano Veneto) Aronne (Viterbo) |

|                                    |            |                                           |
| D. Diener 19 C. Green 17 Gordon 16 | Punti      | 24 Langford 17 Lawal 12 Jerrells, Samuels |
| M. Green 5                         | Assist     | 3 Langford, Melli                         |
| Gordon 6                           | Rimbalzi   | 8 Lawal                                   |
| Meo Sacchetti                      | Allenatori | Luca Banchi                               |

### Coppa Italia
Grazie al sesto posto in classifica ottenuto al termine del girone d'andata la Dinamo Sassari ha ottenuto il diritto a partecipare alle Final Eight di Coppa Italia che si è tenuta dal 7 al 9 febbraio al Mediolanum Forum di Assago e che l'ha vista vittoriosa per la prima volta.
|   | Squadra        | Risultato |
| - | -------------- | --------- |
| 3 | Olimpia Milano | 80        |
| 6 | Dinamo Sassari | 82        |

|   | Squadra        | Risultato |
| - | -------------- | --------- |
| 6 | Dinamo Sassari | 92        |
| 7 | Pall. Reggiana | 86        |

|   | Squadra         | Risultato |
| - | --------------- | --------- |
| 4 | Mens Sana Siena | 73        |
| 6 | Dinamo Sassari  | 80        |

| Arbitri: | Lamonica (Roseto degli Abruzzi) Lanzarini (Bologna) Martolini (Roma) |

| |            | |
| Lawal 20 Langford 16 Gentile 13                                                                                                  | Punti      | 24 D. Diener 15 C. Green 9 M. Green, Thomas                                                                                            |
| Gentile, Moss 5 | Assist     | 4 M. Green |
| Langford, Lawal 8 | Rimbalzi   | 6 B. Sacchetti, Thomas |
| 5 Gentile· 9 Melli· 12 Hackett· 23 Langford· 31 Lawal 6 Gigli· 7 Cerella· 14 Kangur· 24 Samuels· 30 Wallace· 34 Moss· 55 Jerrels | Formazioni | 6 C. Green· 8 Devecchi· 12 T. Diener· 32 Tessitori· 33 Thomas 4 M. Green· 10 Chessa· 11 Gordon· 14 Sacchetti· 16 D. Diener· 18 Vanuzzo |
| Luca Banchi | Allenatori | Meo Sacchetti |

| Arbitri: | Cerebuch (Trieste) Lanzarini (Bologna) Baldini (Firenze) |

| |            | |
| T. Diener 26 D. Diener 18 C. Green 15                                                                                                  | Punti      | 32 White 19 Kaukėnas 11 Bell                                                                                                 |
| T. Diener 5 | Assist     | 5 Kaukėnas |
| Gordon 6 | Rimbalzi   | 8 White |
| 6 C. Green· 8 Devecchi· 12 T. Diener· 32 Tessitori· 33 Thomas 4 M. Green· 10 Chessa· 11 Gordon· 14 Sacchetti· 16 D. Diener· 18 Vanuzzo | Formazioni | 4 White· 10 Bell· 12 Mussini· 14 Cervi· 15 Siliņš 5 Filloy· 9 Antonutti· 11 Frassinetti· 13 Kaukėnas· 16 Pini· 20 Cinciarini |
| Meo Sacchetti | Allenatori | Massimiliano Menetti |

| Arbitri: | Mattioli (Pesaro) Paternicò (Piazza Armerina) Martolini (Roma) |

| |            | |
| Green 22 Ortner 17 Carter 16 | Punti      | 18 C. Green 17 T. Diener 14 D. Diener                                                                                                  |
| Haynes 9 | Assist     | 7 M. Green |
| Ortner 13 | Rimbalzi   | 7 C. Green, T. Diener |
| 8 Haynes· 11 Carter· 16 Ortner· 17 Nelson· 32 E. Green 4 Viggiano· 6 Hunter· 7 Cournooh· 12 Janning· 14 Ress· 22 Udom· 24 Cappelletti | Formazioni | 6 C. Green· 12 T. Diener· 16 D. Diener· 32 Tessitori· 33 Thomas 4 M. Green· 8 Devecchi· 10 Chessa· 11 Gordon· 14 Sacchetti· 18 Vanuzzo |
| Marco Crespi | Allenatori | Meo Sacchetti |

| Vincitore Coppa Italia 2014 |
| --------------------------- |
| Dinamo Sassari 1º titolo    |

### EuroCup
Per la Dinamo si tratta della 2ª partecipazione all'Eurocup. Il sorteggio per la composizione dei gironi della Eurocup si è svolto il 5 ottobre a Barcellona. La prima fase della competizione si è svolta dal 15 ottobre al 18 dicembre 2013 e la Dinamo è stata sorteggiata nel Gruppo B così composto:
- Bilbao Berri
- Cedevita Junior
- Dinamo Sassari

- Spirou Charleroi
- Élan Chalon
- EWE Oldenburg

Le prime tre classificate accedono alla seconda fase: le Last 32.

La Dinamo si è classificata al 1º posto accedendo così alla fase successiva, anch'essa a gironi, che è iniziata il 7 gennaio 2014 e terminata il 19 febbraio. La compagine sarda è stata inserita nel Gruppo J composto da:
- Bamberger
- Dinamo Sassari

- BCM Gravelines
- TED Ankara

Le prime due classificate accedono agli ottavi di finale.
La Dinamo si è classificata al 2º posto accedendo così alla fase successiva ad eliminazione diretta, con incontri di andata e ritorno, che si sono svolti il 5 e 11 marzo e che l'ha vista affrontare:
- Alba Berlino

che si impone vincendo entrambe le sfide.

#### Regular Season
|    | Classifica Gruppo B | P.ti | G  | V | P | PF  | PS  | DP   |
| -- | ------------------- | ---- | -- | - | - | --- | --- | ---- |
| 1. | Dinamo Sassari      | 14   | 10 | 7 | 3 | 866 | 817 | +49  |
| 2. | Cedevita Junior     | 12   | 10 | 6 | 4 | 797 | 760 | +37  |
| 3. | Bilbao Berri        | 10   | 10 | 5 | 5 | 855 | 826 | +29  |
| 4. | EWE Oldenburg       | 10   | 10 | 5 | 5 | 789 | 797 | -8   |
| 5. | Élan Chalon         | 8    | 10 | 4 | 6 | 779 | 786 | -7   |
| 6. | Spirou Charleroi    | 6    | 10 | 3 | 7 | 706 | 806 | -100 |

| DSS   | CED   | BBB    | EWE   | ESC    | SPI   |
| ----- | ----- | ------ | ----- | ------ | ----- |
|       | 77-68 | 94-100 | 82-74 | 102-87 | 94-78 |
| 94-83 |       | 88-79  | 64-72 | 75-71  | 88-75 |
| 91-93 | 82-77 |        | 90-84 | 77-67  | 98-71 |
| 91-86 | 92-90 | 91-86  |       | 73-83  | 74-82 |
| 81-79 | 65-80 | 81-79  | 71-82 |        | 91-77 |
| 68-63 | 64-72 | 79-73  | 53-70 | 59-83  |       |

| Arbitri: | Seffi Shemmesh Tomasz Trawicki Carlos Peruga |

|                                       |            |                                     |
| Kramer 16 Aleksandrov 16 Crosariol 12 | Punti      | 25 C. Green 17 Johnson 16 D. Diener |
| Jenkins 6                             | Assist     | 9 T. Diener                         |
| Kramer 6                              | Rimbalzi   | 9 Johnson                           |
| Sebastian Machowski                   | Allenatori | Meo Sacchetti                       |

| Arbitri: | Sreten Radović Régis Bardera Sašo Petek |

|                                     |            |                                      |
| D. Diener 23 M. Green 19 C. Green11 | Punti      | 21 Kavaliauskas 18 Mumbrú 17 Bertāns |
| M. Green 6                          | Assist     | 8 López                              |
| C. Green, B. Sacchetti 7            | Rimbalzi   | 9 Kavaliauskas                       |
| Meo Sacchetti                       | Allenatori | Rafa Pueyo                           |

| Arbitri: | Robert Vyklický Miguel Ángel Pérez Niz Miloš Koljenšić |

|                                      |            |                                   |
| D. Diener 23 M. Green 21 C. Green 21 | Punti      | 22 Slaughter 17 Evtimov 12 Capela |
| T. Diener 13                         | Assist     | 4 Evtimov                         |
| C. Green 7                           | Rimbalzi   | 8 Capela                          |
| Meo Sacchetti                        | Allenatori | Romain Chenaud                    |

| Arbitri: | Antonio Conde Marius Ciulin Omer Esteron |

|                              |            |                                    |
| Smith 20 Suton 17 Ramljak 15 | Punti      | 21 Thomas 20 C. Green 14 D. Diener |
| Smith, Suton 5               | Assist     | 7 D. Diener                        |
| Suton 10                     | Rimbalzi   | 6 C. Green, Johnson                |
| Jasmin Repeša                | Allenatori | Meo Sacchetti                      |

| Arbitri: | Juan Carlos García González Zdravko Rutešić Tomislav Hordov |

|                                   |            |                               |
| D. Diener 23 C. Green19 Thomas 15 | Punti      | 18 Mallet 14 Watkins 13 Green |
| T. Diener 7                       | Assist     | 5 Mallet                      |
| C. Green 9                        | Rimbalzi   | 6 Green, Mukubu               |
| Meo Sacchetti                     | Allenatori | Giovanni Bozzi                |

| Arbitri: | Radomir Vojinović Sérgio Silva Josip Radojković |

|                                     |            |                                                        |
| D. Diener 21 C. Green 17 Johnson 13 | Punti      | 14 Crosariol 11 Kramer 11 Aleksandrov, Joyce, Paulding |
| M. Green 6                          | Assist     | 2 Crosariol, Joyce, Kramer                             |
| Johnson, D. Diener 6                | Rimbalzi   | 7 Crosariol                                            |
| Meo Sacchetti                       | Allenatori | Sebastian Machowski                                    |

| Arbitri: | Luís Lopes Oļegs Latiševs Marek Ċmikiewicz |

|                                 |            |                                    |
| Gabriel 20 Pilepić 12 Mumbrú 11 | Punti      | 21 Thomas 20 C. Green 14 D. Diener |
| López 6                         | Assist     | 6 M. Green                         |
| Markota 10                      | Rimbalzi   | 11 C. Green                        |
| Rafa Pueyo                      | Allenatori | Meo Sacchetti                      |

| Arbitri: | Juan Carlos Arteaga Srđan Dožai Haris Bijedić |

|                                  |            |                                       |
| Slaughter 24 Joseph 15 Capela 13 | Punti      | 19 C. Green 16 D. Diener 13 T. Diener |
| Slaughter 8                      | Assist     | 6 T. Diener                           |
| Capela 10                        | Rimbalzi   | 7 Thomas                              |
| Jean-Denys Choulet               | Allenatori | Meo Sacchetti                         |

| Arbitri: | Elias Koromilas Régis Bardera Markos Michaelides |

|                                    |            |                          |
| Thomas 21 C. Green 20 D. Diener 12 | Punti      | 19 Smith 10 Ray 10 Suton |
| M. Green 8                         | Assist     | 5 Ray                    |
| Thomas 8                           | Rimbalzi   | 8 Ramljak, Ray           |
| Meo Sacchetti                      | Allenatori | Jasmin Repeša            |

| Arbitri: | Miguel Pérez Pérez Siniša Herceg Carlos Cortés |

|                                |            |                                  |
| Trapani 24 Green 17 Watkins 16 | Punti      | 15 Thomas 13 Johnson 12 C. Green |
| Hamilton 4                     | Assist     | 4 M. Green                       |
| Watkins 14                     | Rimbalzi   | 10 Johnson                       |
| Giovanni Bozzi                 | Allenatori | Meo Sacchetti                    |

#### Last 32
|    | Classifica Gruppo J | P.ti | G | V | P | PF  | PS  | DP  |
| -- | ------------------- | ---- | - | - | - | --- | --- | --- |
| 1. | TED Ankara          | 8    | 6 | 4 | 2 | 489 | 484 | +5  |
| 2. | Dinamo Sassari      | 6    | 6 | 3 | 3 | 526 | 517 | +7  |
| 3. | Bamberger           | 6    | 6 | 3 | 3 | 475 | 475 | 0   |
| 4. | BCM Gravelines      | 4    | 6 | 2 | 4 | 459 | 473 | -14 |

| TED    | DSS    | BAM    | BCM   |
| ------ | ------ | ------ | ----- |
|        | 104-75 | 81-68  | 71-68 |
| 103-67 |        | 102-84 | 79-85 |
| 84-94  | 83-72  |        | 70-59 |
| 86-72  | 94-95  | 67-86  |       |

| Arbitri: | Jakub Zamojski Petar Obradović Petros Papapetrou |

|                                 |            |                                  |
| C. Green 25 Thomas 20 Gordon 14 | Punti      | 27 Golubović 12 Plisnić 9 Tucker |
| M. Green 10                     | Assist     | 4 Tucker                         |
| Johnson 10                      | Rimbalzi   | 6 Golubović                      |
| Meo Sacchetti                   | Allenatori | Ercüment Sunter                  |

| Arbitri: | Antonio Condé Eddie Viator Igor Dragojević |

|                               |            |                                 |
| Gavel 21 Harris 15 Sanders 13 | Punti      | 19 Gordon 16 C. Green 12 Thomas |
| Goldsberry 8                  | Assist     | 10 M. Green                     |
| Zirbes 8                      | Rimbalzi   | 14 Gordon                       |
| Chris Fleming                 | Allenatori | Meo Sacchetti                   |

| Arbitri: | Matej Boltauzer Miguel Ángel Pérez Niz Josip Radojković |

|                                    |            |                             |
| C. Green 25 D. Diener 22 Gordon 15 | Punti      | 28 Gray 19 Lewis 18 Holland |
| M. Green 6                         | Assist     | 5 Holland                   |
| Gordon 9                           | Rimbalzi   | 9 Lewis                     |
| Meo Sacchetti                      | Allenatori | Christian Monschau          |

| Arbitri: | Vicente Bulto Renaud Geller Mario Majkić |

|                               |            |                                    |
| Diawara 27 Gray 18 Johnson 17 | Punti      | 22 Thomas 19 D. Diener 17 C. Green |
| Bokolo 10                     | Assist     | 8 M. Green                         |
| Bokolo 7                      | Rimbalzi   | 6 C. Green                         |
| Christian Monschau            | Allenatori | Meo Sacchetti                      |

| Arbitri: | Sreten Radović Arnis Ozols Carlos Cortés |

|                                   |            |                                       |
| Golubović 28 Plisnić 22 Tucker 20 | Punti      | 13 T. Diener 12 C. Green 12 D. Diener |
| Rašić 8                           | Assist     | 6 T. Diener                           |
| Golubović 17                      | Rimbalzi   | 6 Thomas                              |
| Ercüment Sunter                   | Allenatori | Meo Sacchetti                         |

| Arbitri: | Spiros Gkontas Joseph Bissang Benjamín Jiménez |

|                                       |            |                                |
| C. Green 32 D. Diener 23 T. Diener 14 | Punti      | 20 Fischer 18 Gavel 17 Sanders |
| T. Diener 7                           | Assist     | 4 Gavel                        |
| C. Green 6                            | Rimbalzi   | 6 Fischer                      |
| Meo Sacchetti                         | Allenatori | Chris Fleming                  |

#### Ottavi di finale
| Squadra 1    | Totale  | Squadra 2      | Andata | Ritorno |
| ------------ | ------- | -------------- | ------ | ------- |
| Alba Berlino | 187-176 | Dinamo Sassari | 91-83  | 96-93   |

| Arbitri: | Juan Carlos García González Panagiotis Anastopoulos Miloš Koljenšić |

|                                    |            |                                  |
| C. Green 19 Gordon 18 D. Diener 13 | Punti      | 24 Radošević 18 Logan 17 Redding |
| T. Diener 8                        | Assist     | 5 Hammonds                       |
| Gordon 11                          | Rimbalzi   | 6 Radošević, Redding             |
| Meo Sacchetti                      | Allenatori | Saša Obradović                   |

| Arbitri: | Christos Christodoulou Borys Šul'ha Miguel Ángel Pérez Niz |

|                                    |            |                                    |
| Radošević 18 Kendall 16 Redding 15 | Punti      | 18 Gordon 17 C. Green 16 D. Diener |
| Redding 6                          | Assist     | 7 T. Diener                        |
| Wohlfarth-Bottermann 7             | Rimbalzi   | 7 Gordon                           |
| Saša Obradović                     | Allenatori | Meo Sacchetti                      |

## Statistiche

### Statistiche di squadra
| Competizione     | Punti | In casa | In casa | In casa | In casa | In casa | In trasferta | In trasferta | In trasferta | In trasferta | In trasferta | Totale | Totale | Totale | Totale | Totale | Totale |
| Competizione     | Punti | G       | V       | P       | PF      | PS      | G            | V            | P            | PF           | PS           | G      | V      | P      | PF     | PS     | DIF    |
| ---------------- | ----- | ------- | ------- | ------- | ------- | ------- | ------------ | ------------ | ------------ | ------------ | ------------ | ------ | ------ | ------ | ------ | ------ | ------ |
| Serie A          | 36    | 15      | 12      | 3       | 1343    | 1167    | 15           | 6            | 9            | 1246         | 1233         | 30     | 18     | 12     | 2589   | 2400   | +189   |
| Play-off         | -     | 5       | 2       | 3       | 372     | 376     | 4            | 3            | 1            | 332          | 326          | 9      | 5      | 4      | 704    | 702    | +2     |
| Totale Serie A   | -     | 20      | 14      | 6       | 1715    | 1543    | 19           | 9            | 10           | 1578         | 1559         | 39     | 23     | 16     | 3293   | 3102   | +191   |
| Eurocup          | 14    | 5       | 3       | 2       | 417     | 410     | 5            | 4            | 1            | 449          | 407          | 10     | 7      | 3      | 866    | 817    | +49    |
| Last 32          | 6     | 3       | 2       | 1       | 284     | 236     | 3            | 1            | 2            | 242          | 281          | 6      | 3      | 3      | 526    | 517    | +9     |
| Ottavi di finale | -     | 1       | 0       | 1       | 83      | 91      | 1            | 0            | 1            | 93           | 96           | 2      | 0      | 2      | 176    | 187    | -11    |
| Totale Eurocup   | -     | 9       | 5       | 4       | 784     | 737     | 9            | 5            | 4            | 784          | 784          | 18     | 10     | 8      | 1568   | 1521   | +47    |
| Coppa Italia     | -     | -       | -       | -       | -       | -       | -            | -            | -            | -            | -            | 3      | 3      | 0      | 254    | 239    | +15    |
| Totale           | -     | 29      | 19      | 10      | 2499    | 2280    | 28           | 14           | 14           | 2362         | 2343         | 60     | 36     | 24     | 5115   | 4862   | +253   |

### Andamento in campionato
| Giornata  | 1  | 2 | 3 | 4 | 5 | 6 | 7 | 8 | 9 | 10 | 11 | 12 | 13 | 14 | 15 | 16 | 17 | 18 | 19 | 20 | 21 | 22 | 23 | 24 | 25 | 26 | 27 | 28 | 29 | 30 |
| --------- | -- | - | - | - | - | - | - | - | - | -- | -- | -- | -- | -- | -- | -- | -- | -- | -- | -- | -- | -- | -- | -- | -- | -- | -- | -- | -- | -- |
| Luogo     | T  | C | C | T | C | T | C | T | C | T  | C  | T  | T  | C  | T  | C  | T  | T  | C  | T  | C  | T  | C  | T  | C  | T  | C  | C  | T  | C  |
| Risultato | P  | V | V | P | V | V | V | V | V | V  | P  | P  | V  | P  | P  | V  | P  | P  | V  | V  | V  | V  | V  | P  | V  | P  | V  | P  | P  | V  |
| Posizione | 12 | 4 | 5 | 9 | 5 | 4 | 3 | 3 | 2 | 2  | 2  | 3  | 5  | 6  | 6  | 6  | 6  | 6  | 6  | 6  | 6  | 6  | 5  | 6  | 5  | 5  | 5  | 5  | 5  | 4  |

Fonte:  Classifica Serie A , su 195.56.77.208, Lega basket.
Legenda:

Luogo: C = Casa; T = Trasferta. Risultato: V = Vittoria; N = Pareggio; P = Sconfitta.

### Statistiche dei giocatori
In corsivo i giocatori ceduti a stagione in corso
| Giocatore    | Serie A | Serie A | Serie A | Serie A | Eurocup | Eurocup | Eurocup | Eurocup | Coppa Italia | Coppa Italia | Coppa Italia | Coppa Italia | Totale | Totale | Totale | Totale |
| Giocatore    | PG      | PTI     | AST     | RIM     | PG      | PTI     | AST     | RIM     | PG           | PTI          | AST          | RIM          | PG     | PTI    | AST    | RIM    |
| ------------ | ------- | ------- | ------- | ------- | ------- | ------- | ------- | ------- | ------------ | ------------ | ------------ | ------------ | ------ | ------ | ------ | ------ |
| M. Chessa    | 10      | 29      | 3       | 4       | 3       | 8       | 0       | 1       | 0            | 0            | 0            | 0            | 13     | 37     | 3      | 5      |
| G. Devecchi  | 32      | 95      | 23      | 49      | 15      | 36      | 12      | 25      | 3            | 7            | 4            | 5            | 50     | 138    | 39     | 79     |
| D. Diener    | 39      | 738     | 108     | 169     | 17      | 283     | 45      | 56      | 3            | 56           | 8            | 13           | 59     | 1077   | 161    | 238    |
| T. Diener    | 36      | 277     | 186     | 73      | 14      | 109     | 83      | 28      | 3            | 49           | 10           | 13           | 53     | 435    | 279    | 114    |
| B. Eze       | 20      | 76      | 3       | 55      | -       | -       | -       | -       | -            | -            | -            | -            | 20     | 76     | 3      | 55     |
| J. Fernández | 9       | 1       | 8       | 8       | 9       | 13      | 7       | 3       | -            | -            | -            | -            | 18     | 14     | 15     | 11     |
| D. Gordon    | 22      | 198     | 11      | 126     | 8       | 104     | 4       | 55      | 2            | 19           | 2            | 9            | 32     | 321    | 17     | 190    |
| C. Green     | 39      | 675     | 55      | 186     | 18      | 347     | 36      | 98      | 3            | 48           | 4            | 16           | 60     | 1070   | 95     | 300    |
| M. Green     | 38      | 271     | 165     | 92      | 18      | 145     | 100     | 43      | 3            | 25           | 12           | 6            | 59     | 441    | 277    | 141    |
| L. Johnson   | 14      | 117     | 16      | 82      | 11      | 92      | 12      | 68      | -            | -            | -            | -            | 25     | 209    | 28     | 150    |
| E. Reinholt  | -       | -       | -       | -       | 4       | 4       | 2       | 3       | -            | -            | -            | -            | 4      | 4      | 2      | 3      |
| B. Sacchetti | 39      | 213     | 23      | 76      | 17      | 95      | 10      | 33      | 3            | 12           | 2            | 9            | 59     | 320    | 35     | 118    |
| A. Tessitori | 16      | 66      | 4       | 32      | 12      | 18      | 2       | 6       | 3            | 9            | 0            | 4            | 31     | 93     | 6      | 42     |
| O. Thomas    | 39      | 415     | 37      | 174     | 18      | 240     | 25      | 87      | 3            | 26           | 3            | 16           | 60     | 681    | 65     | 277    |
| M. Vanuzzo   | 35      | 116     | 8       | 55      | 17      | 74      | 8       | 28      | 3            | 3            | 2            | 3            | 55     | 193    | 18     | 86     |